# Hank Williams
Hiram „Hank“ King Williams Sr. (* 17. September 1923 in Mount Olive, Alabama; † 1. Januar 1953 in Oak Hill, West Virginia) war ein US-amerikanischer Country-Musiker und Songwriter. Er hat zahlreiche Musiker, beispielsweise Johnny Cash, Merle Haggard, Bob Dylan oder David Allan Coe beeinflusst.
In den meisten Umfragen nach dem besten Sänger, den das Genre jemals hervorgebracht hat, belegt Hank Williams einen der vorderen Ränge – wenn nicht Platz eins. Eine vergleichbare Position nimmt Williams ein, wenn nach dem Autor des besten bzw. wichtigsten Songs der Country-Geschichte gesucht wird – oder ganz allgemein bei der Suche nach der einflussreichsten Figur in der Geschichte der Country-Musik. Der Rolling Stone führt Williams in seiner Liste der 100 größten Sänger aller Zeiten auf Platz 27, in der Liste der 100 größten Künstler aller Zeiten auf Platz 74 und in der Liste der 100 größten Songwriter aller Zeiten auf Platz 13.

## Leben

### Anfänge
Hank Williams wurde 1923 in einfachen Verhältnissen als Sohn von Jessie Lillybelle „Lillie“ Skipper (1898–1955) und des Holzarbeiters Elonzo Huble „Lon“ Williams (1891–1970) in Alabama geboren. Er hatte eine 1922 geborene Schwester; ein älterer Bruder war kurz nach der Geburt gestorben. Seine ersten Akkorde auf der Gitarre lernte Williams vom schwarzen Straßenmusiker Rufus „Tee Tot“ Payne. Als Teenager trat er in Alabama mit der Band The Drifting Cowboys auf, nachdem seine Familie 1937 in die Stadt Montgomery gezogen war. Die Drifting Cowboys, in der Originalbesetzung mit Braxton Schuffert, Freddie Beach und Smith „Hezzy“ Adair, blieben auch später in anderen Besetzungen seine Begleitband. 1939 verließ Williams die High School ohne Abschluss und begann für den lokalen Radiosender WSFA zu arbeiten. Bald hatte er dort aufgrund seiner Popularität eine eigene Sendung, die zweimal wöchentlich mit einer Sendezeit von fünfzehn Minuten ausgestrahlt wurde.
1941 verschlechterte sich mit dem Eintritt der Vereinigten Staaten in den Zweiten Weltkrieg die Lage von Williams und seiner Band zusehends. Alle ursprünglichen Mitglieder der Drifting Cowboys wurden zur Armee eingezogen, und die Ersatzleute nahmen starken Anstoß an Williams’ immer offensichtlicher werdenden Alkoholproblemen. Sein großes Vorbild Roy Acuff wird mit dem Ausspruch zitiert: „Junge, deine Stimme ist Millionen wert, aber Verstand hast du nicht für zehn Cent.“ Williams erschien zu den Sendeterminen seiner Show oft volltrunken, so dass ihn die WSFA im August 1942 wegen gewohnheitsmäßiger Trunksucht hinauswarf. 1943 lernte er Audrey Mae Sheppard kennen, die er noch im selben Jahr heiratete. Sie wurde auch seine Managerin.

### Karriere
Gefördert vom einflussreichen Songwriter und Produzenten Fred Rose machte Williams 1946 seine erste Aufnahme für Sterling Records, Never Again. 1947 folgte Honky Tonkin. Beide Singles waren erfolgreich und brachten ihm einen Vertrag mit MGM Records ein. Seine erste Single beim neuen Label Move It On Over wurde zu einem Country-Hit. Im August dieses Jahres wurde Williams ständiges Mitglied der Radioshow Louisiana Hayride in Shreveport, Louisiana. Aufgrund der Popularität der Show und der großen Reichweite des Senders wurde er im gesamten Südosten der Vereinigten Staaten bekannt. Seine Coverversion des Emmett-Miller-Songs Lovesick Blues von 1949 wurde sein nächster großer Hit, der auch in den Pop-Charts erfolgreich war.
Im selben Jahr wurde sein Sohn Randall Hank Williams geboren und er trat erstmals in der bekanntesten Country-Show, der Grand Ole Opry in Nashville, auf. Als erster Künstler der seit 1925 bestehenden Live-Radiosendung gab er sechs Zugaben. Mit einer Gruppe von Grand-Ole-Opry-Musikern kam Williams im November 1949 zur Truppenbetreuung auch nach Deutschland, wo er unter anderem im Berliner Titania-Palast auftrat. 1950 bis 1952 folgten weitere Hits und er nahm auch unter dem Pseudonym Luke The Drifter auf. Cold, Cold Heart, die B-Seite seiner 1951 veröffentlichten Single Dear John, wurde zu einem seiner bekanntesten Songs.
1952 scheiterte die Ehe mit Audrey und er heiratete im Oktober Billie Jean Jones Eshlimar. Aus der Hochzeit wurde ein Showspektakel. 14.000 Menschen kauften sich ein Ticket für das im New Orleans Municipal Auditorium zelebrierte Ereignis. Im selben Monat wurde er aus der Grand Ole Opry ausgeschlossen, weil er aufgrund seines Alkoholkonsums unzuverlässig geworden war. Er kehrte daraufhin zum Louisiana Hayride zurück.

### Krankheit und Tod

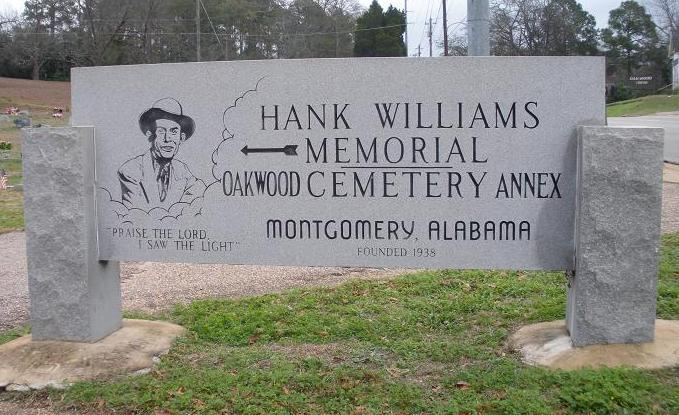
Die Steintafel befindet sich am Eingang des Oakwood-Friedhofs in Montgomery, Alabama

Zu Williams’ Alkoholsucht kam gegen Ende seines Lebens noch eine Morphinabhängigkeit. Zudem litt er zeitlebens unter schweren psychischen und gesundheitlichen Problemen. Seine schwierigen Lebensumstände hat Williams immer wieder in seinen Liedtexten verarbeitet. Zwei seiner berühmtesten Zeilen stammen aus dem letzten Song, der noch zu seinen Lebzeiten veröffentlicht wurde:

„No matter how I struggle and strive,

I’ll never get out of this world alive“

„Egal wie sehr ich kämpfe und mich anstrenge,
 Ich werde diese Welt nie lebend verlassen“

Am 1. Januar 1953 wurde Hank Williams bei einer Polizeikontrolle tot in einem Auto aufgefunden, das ihn zu einer Show in Canton, Ohio, bringen sollte. Als Todesursache des 29-Jährigen wurde Herzinfarkt angegeben, der auf Medikamenteneinnahme zusammen mit übermäßigem Alkoholkonsum zurückgeführt wurde.

### Familie
Sein Sohn Hank Williams Jr. wurde ebenfalls ein bekannter Country-Musiker. Auch dessen Kinder Hank Williams III und Holly Williams arbeiten als Musiker. Ein Großneffe von Williams ist der Comiczeichner J. H. Williams III. Hank Williams’ außereheliche Tochter Jett Williams wurde fünf Tage nach seinem Tod geboren. Seine Vaterschaft wurde erst 1985 gerichtlich anerkannt.

### Auszeichnungen

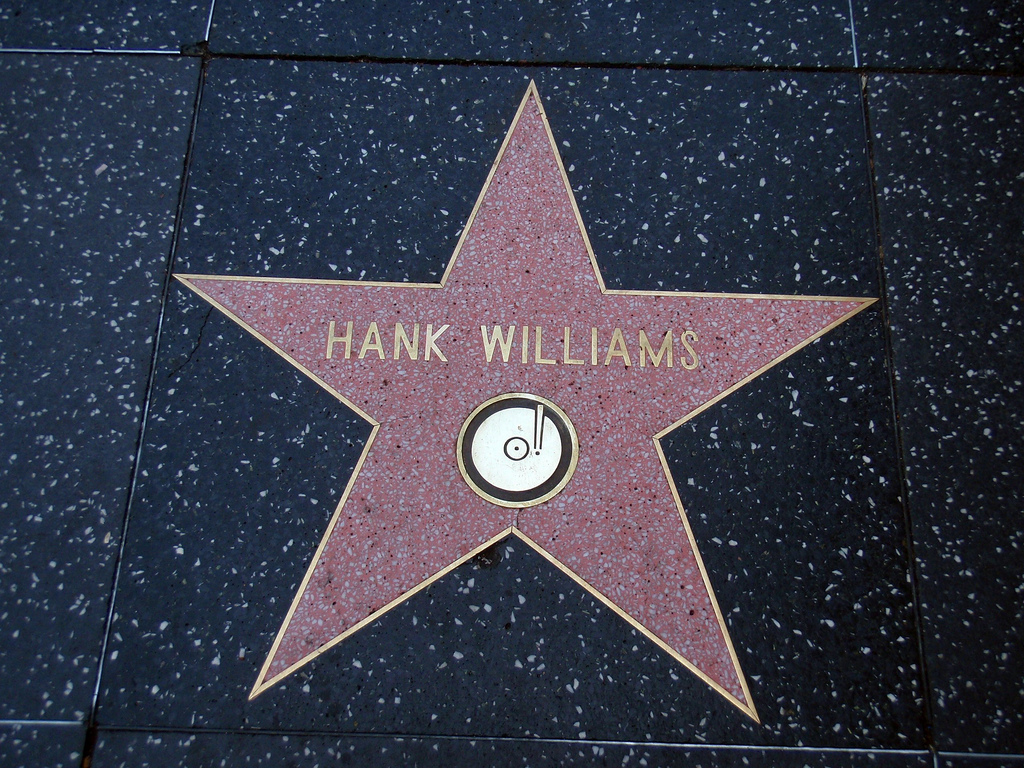
Hank Williams Stern auf dem Hollywood Walk of Fame

1961 wurde Hank Williams in die Country Music Hall of Fame aufgenommen. 2010 wurde er postum mit einem Pulitzer-Preis (Special Citation) geehrt.

## Biografischer Film
2015 inszenierte Marc Abraham eine Filmbiografie über Hank Williams mit dem Titel I Saw the Light. Der Film umfasst die letzten neun Jahre des Sängers von 1944 bis 1953, von der Heirat mit Audrey bis zum Tode Williams’. Die Hauptrollen spielen Tom Hiddleston und Elizabeth Olsen.

## Diskografie

### Alben
| Jahr | Titel                                               | Höchstplatzierung, Gesamtwochen, AuszeichnungChartplatzierungen (Jahr, Titel, Platzierungen, Wochen, Auszeichnungen, Anmerkungen) | Höchstplatzierung, Gesamtwochen, AuszeichnungChartplatzierungen (Jahr, Titel, Platzierungen, Wochen, Auszeichnungen, Anmerkungen) | Anmerkungen                                                          |
| Jahr | Titel                                               | US | Country | Anmerkungen                                                          |
| ---- | --------------------------------------------------- | --- | --- | -------------------------------------------------------------------- |
| 1948 | Honky Tonkin’                                       | — | — | Erstveröffentlichung: 1948                                           |
| 1950 | Sing Me a Blue Song                                 | — | — | Erstveröffentlichung: 1950                                           |
| 1951 | Ramblin’ Man                                        | — | — | Erstveröffentlichung: 1951                                           |
| 1951 | The Memorial Album                                  | — | — | Erstveröffentlichung: 1951                                           |
| 1952 | Moanin’ the Blues                                   | — | — | Erstveröffentlichung: 1952                                           |
| 1955 | The Immortal Hank Williams                          | — | — | Erstveröffentlichung: 1955                                           |
| 1965 | Father & Son                                        | US139 (3 Wo.)US | Country8 (14 Wo.)Country | Erstveröffentlichung: 1965                                           |
| 1966 | Legend Lives Anew with Strings                      | — | Country35 (3 Wo.)Country | Erstveröffentlichung: 1966                                           |
| 1967 | Hank Williams / Hank Williams Jr. Again             | — | Country38 (2 Wo.)Country | Erstveröffentlichung: 1967                                           |
| 1968 | In The Beginning                                    | — | Country37 (4 Wo.)Country | Erstveröffentlichung: 1968                                           |
| 1968 | Hank Williams’ Greatest Hits                        | US— GoldUS | Country42 (2 Wo.)Country | Erstveröffentlichung: 1968                                           |
| 1969 | The Essential Hank Williams                         | — | Country25 (19 Wo.)Country | Erstveröffentlichung: 1969                                           |
| 1970 | Life To Legend                                      | — | Country34 (6 Wo.)Country | Erstveröffentlichung: 1970                                           |
| 1973 | The Legend Of Hank Williams                         | — | Country17 (11 Wo.)Country | Erstveröffentlichung: 1973                                           |
| 1974 | Insight into Hank Williams                          | — | Country37 (12 Wo.)Country | Erstveröffentlichung: 1974                                           |
| 1976 | 24 Of Hank Williams Greatest Hits                   | US— GoldUS | Country16 (29 Wo.)Country | Erstveröffentlichung: 1976                                           |
| 1977 | 24 Greatest Hits Vol. 2                             | — | Country42 (6 Wo.)Country | Erstveröffentlichung: 1977                                           |
| 1992 | The Best Of Hank & Hank                             | US179 (1 Wo.)US | Country44 (41 Wo.)Country | Erstveröffentlichung: 1992 Hank Williams Jr. & Hank Williams, Sr.    |
| 1996 | Three Hanks: Men With Broken Hearts                 | US167 (1 Wo.)US | Country29 (20 Wo.)Country | Erstveröffentlichung: 1996 Three Hanks: Hank Williams, Sr., Jr., III |
| 2002 | The Ultimate Collection                             | — | Country32 (22 Wo.)Country | Erstveröffentlichung: 2002                                           |
| 2008 | The Unreleased Recordings                           | — | Country42 (12 Wo.)Country | Erstveröffentlichung: 2008                                           |
| 2009 | The Unreleased Recordings: Gospel Kee               | — | Country51 (9 Wo.)Country | Erstveröffentlichung: 2009                                           |
| 2009 | Hank Williams: Revealed: The Unreleased Records     | — | Country64 (1 Wo.)Country | Erstveröffentlichung: 2009                                           |
| 2011 | Bound For The Promised Land: The Unreleased Records | — | Country53 (2 Wo.)Country | Erstveröffentlichung: 2011                                           |
| 2011 | Icon: Hank Williams                                 | — | Country51 (30 Wo.)Country | Erstveröffentlichung: 2011                                           |
| 2012 | The Greatest Hits Live: Volume 1                    | — | Country61 (4 Wo.)Country | Erstveröffentlichung: 2012                                           |
| 2012 | The Greatest Hits Live: Volume 2                    | — | Country67 (2 Wo.)Country | Erstveröffentlichung: 2012                                           |
| 2012 | The Lost Concert                                    | — | Country66 (1 Wo.)Country | Erstveröffentlichung: 2012                                           |
| 2014 | The Garden Spot Program, 1950                       | — | Country43 (1 Wo.)Country | Erstveröffentlichung: 2014                                           |

grau schraffiert: keine Chartdaten aus diesem Jahr verfügbar

### Singles
| Jahr | Titel Album                                       | Höchstplatzierung, Gesamtwochen, AuszeichnungChartplatzierungen (Jahr, Titel, Album, Platzierungen, Wochen, Auszeichnungen, Anmerkungen) | Höchstplatzierung, Gesamtwochen, AuszeichnungChartplatzierungen (Jahr, Titel, Album, Platzierungen, Wochen, Auszeichnungen, Anmerkungen) | Anmerkungen                                                                     |
| Jahr | Titel Album                                       | US | Country | Anmerkungen                                                                     |
| ---- | ------------------------------------------------- | --- | --- | ------------------------------------------------------------------------------- |
| 1947 | Move It On Over –                                 | — | Country4 (2 Wo.)Country | Erstveröffentlichung: August 1947 B-Seite: I Heard You Crying in Your Sleep     |
| 1949 | Lovesick Blues –                                  | — | Country1 (40 Wo.)Country | Erstveröffentlichung: Mai 1949 B-Seite: Never Again (Will I Knock on Your Door) |
| 1949 | Wedding Bells –                                   | — | Country2 (29 Wo.)Country | Erstveröffentlichung: 1949 B-Seite: I’ve Just Told Mama Goodbye                 |
| 1949 | Mind Your Own Business –                          | — | Country11 (7 Wo.)Country | Erstveröffentlichung: 1949 B-Seite: There’ll Be No Teardrops Tonight            |
| 1949 | You’re Gonna Change (Or I’m Gonna Leave) –        | — | Country4 (8 Wo.)Country | Erstveröffentlichung: 1949                                                      |
| 1949 | Lost Highway –                                    | — | Country12 (3 Wo.)Country | Erstveröffentlichung: 1949 B-Seite von You’re Gonna Change (Or I’m Gonna Leave) |
| 1949 | My Bucket’s Got a Hole In It –                    | — | Country2 (12 Wo.)Country | Erstveröffentlichung: 1949 B-Seite: I’m So Lonesome I Could Cry                 |
| 1950 | I Just Don’t Like This Kind of Living –           | — | Country5 (3 Wo.)Country | Erstveröffentlichung: 1950 B-Seite: May You Never Be Alone                      |
| 1950 | Long Gone Lonesome Blues –                        | — | Country1 (21 Wo.)Country | Erstveröffentlichung: 1950 B-Seite: My Son Calls Another Man Daddy              |
| 1950 | Why Don’t You Love Me? –                          | — | Country1 (21 Wo.)Country | Erstveröffentlichung: 1950 B-Seite: A House Without Love                        |
| 1950 | Why Should We Try Anymore? –                      | — | Country9 (1 Wo.)Country | Erstveröffentlichung: 1950 B-Seite: They’ll Never Take Her Love from Me         |
| 1950 | Moanin’ the Blues –                               | — | Country2 (14 Wo.)Country | Erstveröffentlichung: 1950 B-Seite: Nobody’s Lonesome for Me                    |
| 1951 | Cold, Cold Heart –                                | — | Country3 (46 Wo.)Country | Erstveröffentlichung: 1951                                                      |
| 1951 | Dear John –                                       | — | Country10 (2 Wo.)Country | Erstveröffentlichung: 1951 B-Seite von: Cold, Cold Heart                        |
| 1951 | Howlin’ at the Moon –                             | — | Country4 (8 Wo.)Country | Erstveröffentlichung: 1951                                                      |
| 1951 | I Can’t Help It (If I’m Still in Love with You) – | — | Country6 (5 Wo.)Country | Erstveröffentlichung: 1951 B-Seite von: Howlin’ at the Moon                     |
| 1951 | Hey Good Lookin’ –                                | — | Country2 (20 Wo.)Country | Erstveröffentlichung: 1951 B-Seite: My Heart Would Know                         |
| 1951 | Crazy Heart –                                     | — | Country7 (8 Wo.)Country | Erstveröffentlichung: 1951 A-Seite: (I Heard That) Lonesome Whistle             |
| 1951 | Baby, We’re Really in Love –                      | — | Country8 (1 Wo.)Country | Erstveröffentlichung: Dezember 1951 B-Seite: I’d Still Want You                 |
| 1952 | Honky Tonk Blues –                                | — | Country7 (8 Wo.)Country | Erstveröffentlichung: März 1952 B-Seite: I’m Sorry for You, My Friend           |
| 1952 | Half as Much –                                    | — | Country2 (16 Wo.)Country | Erstveröffentlichung: 1952 B-Seite: Let’s Turn Back the Years                   |
| 1952 | Jambalaya (On the Bayou) –                        | US27 (6 Wo.)US | Country1 (28 Wo.)Country | Erstveröffentlichung: September 1952 B-Seite: Window Shopping                   |
| 1952 | Settin’ the Woods on Fire –                       | — | Country5 (11 Wo.)Country | Erstveröffentlichung: 1952 B-Seite: You Win Again                               |
| 1953 | I’ll Never Get Out of This World Alive –          | — | Country1 (13 Wo.)Country | Erstveröffentlichung: Januar 1953 B-Seite: I Could Never Be Ashamed of You      |
| 1953 | Kaw-Liga –                                        | — | Country1 (19 Wo.)Country | Erstveröffentlichung: 1953                                                      |
| 1953 | Your Cheatin’ Heart –                             | — | Country2 (23 Wo.)Country | Erstveröffentlichung: 1953 B-Seite von: Kaw-Liga                                |
| 1953 | Take These Chains from My Heart –                 | — | Country1 (12 Wo.)Country | Erstveröffentlichung: 1953 B-Seite: Ramblin’ Man                                |
| 1953 | I Won’t Be Home No More –                         | — | Country4 (6 Wo.)Country | Erstveröffentlichung: 1953 B-Seite: My Love for You                             |
| 1953 | Weary Blues from Waitin’ –                        | — | Country7 (2 Wo.)Country | Erstveröffentlichung: 1953 B-Seite: I Can’t Escape from You                     |
| 1966 | I’m So Lonesome I Could Cry –                     | — | Country43 (4 Wo.)Country | Erstveröffentlichung: April 1966 B-Seite: You Win Again                         |
| 1989 | There’s a Tear in My Beer –                       | — | Country7 (14 Wo.)Country | Erstveröffentlichung: Januar 1989 mit Hank Williams Jr.; von Vinyl gesampelt    |

Weitere Singles
- 1947: Never Again (Will I Knock on Your Door) – B-Seite: Calling You
- 1947: Wealth Won’t Save Your Soul – B-Seite: When God Comes and Gathers His Jewels
- 1947: My Love for You (Has Turned to Hate) – B-Seite: I Don’t Care (If Tomorrow Never Comes)
- 1947: Pan American – B-Seite: Honky Tonkin’
- 1947: On the Banks of the Old Pontchartrain – B-Seite: Fly Trouble
- 1948: My Sweet Love Ain’t Around – B-Seite: Rootie Tootie
- 1948: I Saw the Light – B-Seite: Six More Miles (To the Graveyard)
- 1948: Honky Tonkin’ – B-Seite: I’ll Be a Bachelor ’Til I Die
- 1948: I’m a Long Gone Daddy – B-Seite: The Blues Come Around
- 1949: A Mansion on the Hill – B-Seite: I Can’t Get You Off of My Mind
- 1954: The Angel Of Death’ – B-Seite: (I’m Gonna) Sing, Sing, Sing
- 1955: Please Don’t Let Me Love You – B-Seite: Faded Love and Winter Roses

### Auszeichnungen für Musikverkäufe
| Goldene Schallplatte - Kanada - 1987: für das Album The Very Best of Hank Williams - Vereinigte Staaten - 2001: für das Album 20 of Hank Williams’ Greatest Hits Platin-Schallplatte - Vereinigte Staaten - 1998: für das Album 40 Greatest Hits - 1998: für das Album The Very Best of Hank Williams |

Anmerkung: Auszeichnungen in Ländern aus den Charttabellen bzw. Chartboxen sind in ebendiesen zu finden.
| Land/RegionAuszeichnungen für Musikverkäufe (Land/Region, Auszeichnungen, Verkäufe, Quellen) | Gold     | Platin     | Verkäufe  | Quellen         |
| -------------------------------------------------------------------------------------------- | -------- | ---------- | --------- | --------------- |
| Kanada (MC)                                                                                  | Gold1    | —          | 50.000    | musiccanada.com |
| Vereinigte Staaten (RIAA)                                                                    | Gold1    | 4× Platin4 | 4.500.000 | riaa.com        |
| Insgesamt                                                                                    | 2× Gold2 | 4× Platin4 |           |                 |